# Dresco
Dresco is een historisch Nederlands bedrijf dat in de jaren vijftig verstevigde fietsen met een Hemy-hulpmotor produceerde.

## Geschiedenis
- 1922: gebroeders S.J en W. Dresselhuis starten de productie van Dresco-fietsen aan de Blijhamsterweg 32 te Winschoten.
- 1936 zoon E.H. Dresselhuis wordt compagnon
- 1949: zoon P.F. Dresselhuis zet, met als compagnon J. Koetje, na het overlijden van de oprichter het bedrijf voort.
- 1963: de productie van fietsen wordt stopgezet. Dresco concentreert zich op assembleren en de grossierderij van fiets- en bromfietsonderdelen.
- Begin jaren 70: start met het verpakken van fietsaccessoires. Eerst voor de fietsenmakers, later voor grootwarenhuizen en bouwmarkten.
- 1987: Ap Kalkhoven neemt Dresco over. Autoaccessoires worden aan het assortiment toegevoegd.
- 1989: Olpa uit Ochten, specialist in elektrotechnische materialen, wordt overgenomen.
- 1989: Dresco en Olpa worden in Wijchen gevestigd. Eerst als separate BV’s; later worden ze samengevoegd.
- 1995: zusterbedrijf Drespa-Duitsland start met de ontwikkeling en productie van elektrotechnisch schakelmateriaal.
- 2002: start verkoop van technische sanitairproducten aan bouw-zelfbedieninggroothandels en bouwmarkten.
- 2003: opening van een geheel nieuw distributiecentrum in Wijchen, voorzien van speciale orderpickingstraten voor de diverse bouwmarkten
- 2003: in december neemt de Amerikaanse multinational Actuant Dresco in Wijchen over in het kader van hun geografische expansie in Europa. Dresco geldt als voorbeeld voor de strategie in Europa.
- 2009: in december verkoopt Dresco zijn fiets- en sanitairassortiment aan de Fetim Group. Dit om zich meer te kunnen richten op elektra.
- 2010: vanaf 1 april zal Dresco officieel verdergaan als Kopp Benelux BV.
- 2010: 1 september zal Dresco ophouden met bestaan, er zal een verkoopkantoor overblijven met 7 werknemers en onder de naam Kopp Benelux[1].